# Ming-sheng Zhu
Zhu Mingsheng (abreviado Zhu) en chino 朱明生 (diciembre de 1950 - 7 de julio de 2010) fue un aracnólogo chino.
Trabajó en la Universidad de Hebei.

## Taxones descritos
- Alenatea Song & Zhu, 1999
- Alenatea touxie Song & Zhu, 1999
- Alenatea wangi Zhu & Song, 1999
- Allagelena Zhang, Zhu & Song, 2006
- Alloclubionoides pseudonariceus (Zhang, Zhu & Song, 2007)
- Alloclubionoides rostratus (Song, Zhu, Gao & Guan, 1993)
- Alloclubionoides triangulatus (Zhang, Zhu & Song, 2007)
- Alloclubionoides trisaccatus (Zhang, Zhu & Song, 2007)
- Chaerilus conchiformus Zhu, Han & Lourenço, 2008
- Chaerilus laoticus Lourenço & Zhu, 2008
- Chaerilus mainlingensis Di & Zhu, 2009
- Chaerilus tessellatus Qi, Zhu & Lourenço, 2005
- Chaerilus thai Lourenço, Sun & Zhu, 2010
- Chaerilus vietnamicus Lourenço & Zhu, 2008
- Compsobuthus egyptiensis Lourenço, Sun & Zhu, 2009
- Coreodrassus forficalus Zhang & Zhu, 2008
- Dianleucauge Song & Zhu, 1994
- Dianleucauge deelemanae Song & Zhu, 1994
- Dianpisaura Zhang, Zhu & Song, 2004
- Dipoena adunca Tso, Zhu & Zhang, 2005
- Dolomedes costatus Zhang, Zhu & Song, 2004
- Ebrechtella forcipata Song & Zhu, 1993
- Euscorpiops karschi Qi, Zhu & Lourenço, 2005
- Euscorpiops shidian Qi, Zhu & Lourenço, 2005
- Euscorpiops vachoni Qi, Zhu & Lourenço, 2005
- Euscorpiops xui Sun & Zhu, 2010
- Euscorpiops yangi Zhu, Zhang & Lourenço, 2007
- Guizygiella Zhu, Kim & Song, 1997
- Heterometrus liangi Zhu & Yang, 2007
- Heterometrus tibetanus Lourenço, Qi & Zhu, 2005
- Himalmartensus Wang & Zhu, 2008
- Himalmartensus ausobskyi Wang & Zhu, 2008
- Himalmartensus martensi Wang & Zhu, 2008
- Himalmartensus nepalensis Wang & Zhu, 2008
- Hongkongia Song & Zhu, 1998
- Hottentotta songi (Lourenço, Qi & Zhu, 2005)
- Nanningia Zhu, Kim & Song, 1997
- Nanningia zhangi Zhu, Kim & Song, 1997
- Okileucauge geminuscavum Chen & Zhu, 2009
- Poeciloneta ancora Zhai & Zhu, 2008
- Poeciloneta xizangensis Zhai & Zhu, 2008
- Qianleptoneta Chen & Zhu, 2008
- Qianleptoneta quinquespinata Chen & Zhu, 2008
- Qianlingula Zhang, Zhu & Song, 2004
- Qianlingula bilamellata Zhang, Zhu & Song, 2004
- Qianlingula jiafu Zhang, Zhu & Song, 2004
- Qianlingula turbinata Zhang, Zhu & Song, 2004
- Raveniola hebeinica Zhu, Zhang & Zhang, 1999
- Razianus xinjianganus Lourenço, Sun & Zhu, 2010
- Scorpiops atomatus Qi, Zhu & Lourenço, 2005
- Scorpiops langxian Qi, Zhu & Lourenço, 2005
- Scorpiops lhasa Di & Zhu, 2009
- Scorpiops luridus Qi, Zhu & Lourenço, 2005
- Scorpiops pococki Qi, Zhu & Lourenço, 2005
- Taira cangshan Zhang, Zhu & Song, 2008
- Taira concava Zhang, Zhu & Song, 2008
- Taira latilabiata Zhang, Zhu & Song, 2008
- Taira obtusa Zhang, Zhu & Song, 2008
- Taira sulciformis Zhang, Zhu & Song, 2008
- Tibetia Zhang, Zhu & Song, 2006
- Tricalamus biyun Zhang, Chen & Zhu, 2009
- Weintrauboa yunnan Yang, Zhu & Song, 2006
- Wolongia Zhu, Kim & Song, 1997
- Wolongia guoi Zhu, Kim & Song, 1997
- Wolongia wangi Zhu, Kim & Song, 1997
- Xizangia Song, Zhu & Zhang, 2004
- Xizangia rigaze Song, Zhu & Zhang, 2004
- Zora acuminata Zhu & Zhang, 2006

## Abreviatura (zoología)
La abreviatura Zhu  se emplea para indicar a Ming-sheng Zhu como autoridad en la descripción y taxonomía en zoología.